# Pognano
Pognano [poˈɲ(ː)aːno] (Pognà [poˈɲa] in dialetto bergamasco) è un comune italiano di 1 594 abitanti della provincia di Bergamo in Lombardia.
Situato nella media pianura bergamasca, dista circa 13 chilometri a sud dal capoluogo orobico.

## Storia
Recenti studi hanno appurato che i primi abitanti della zona furono alcune tribù, ai quali succedettero i Romani. Con questi il paese assunse una fisionomia ben definita dato che aveva sul proprio territorio un accampamento militare stabile che sfruttava la posizione strategica del borgo, posto all'intersezione tra due importanti vie.
La più importante di queste congiungeva Milano ad Aquileia, e caratterizzò la vita commerciale dell'intera zona, che ne trasse giovamento.
Tuttavia qualche secolo più tardi la stessa strada divenne percorso abituale delle orde barbariche provenienti dal nord-est dell'Europa, portando distruzione e terrore tra gli abitanti locali.
La successiva dominazione longobarda garantì una nuova tranquillità e prosperità, che continuò anche con l'avvento dei Franchi ed il Sacro Romano Impero.
Questi instaurarono il feudalesimo, affidando questi territori alla giurisdizione del vescovo di Cremona.
I secoli successivi, in piena epoca medievale videro Pognano al centro di dispute fratricide tra guelfi e ghibellini, con scontri spesso dai tragici esiti.
In tal senso, nel corso del XIII secolo, venne costruito un castello che caratterizzò la vita del borgo per parecchio tempo: utilizzato a scopi difensivi dalle famiglie più in vista e dalla popolazione in caso di attacchi, venne incendiato e raso al suolo, al pari di gran parte degli edifici del borgo, da Ottone Terzi nel 1406.
Successivamente alla guida del paese vennero posti i Visconti di Milano, fino a quando l'intera zona passò, nel 1428, alla Repubblica di Venezia.
La Serenissima compi numerosi interventi volti al miglioramento delle condizioni sociali e lavorative, dissodando terreni e costruendo canali per l'irrigazione.
Da allora il paese ha mantenuto una forte connotazione e tradizione rurale, con l'agricoltura e l'allevamento attività predominanti. Tuttavia in questi anni il paese, posto nelle vicinanze del confine con i territori di Milano, dovette subire scorrerie dei vicini, intenzionati a riprendersi questi territori.
Un po' di tranquillità si ebbe con l'avvento della dominazione austriaca a cui subentrò, nel 1859, il Regno d'Italia.
Nel corso del XX secolo il paese ha visto un notevole incremento demografico, ed un sostanziale cambiamento della vita lavorativa: all'agricoltura subentrarono prepotentemente l'industria ed il terziario, relegando il lavoro nei campi a parte minoritaria.

### Simboli
Lo stemma e il gonfalone sono stati concessi con decreto del presidente della Repubblica del 16 febbraio 1976.
I pugnali incrociati sono simbolo delle continue lotte tra guelfi e ghibellini del XIII e XV secolo, che portarono devastazioni e distruzioni soprattutto ad opera del vicino paese di Lurano.
Il gonfalone è un drappo di bianco.

## Monumenti e luoghi d'interesse
Gli edifici di maggior richiamo presenti sul territorio comunale sono tutti attinenti alla sfera religiosa: in primo luogo la chiesa della Visitazione a Maria e Giuseppe, risalente al XVI secolo ed edificata in luogo di un precedente edificio di culto. Questa ricoprì la funzione di parrocchiale fino al 1790, quando venne sostituita dall'erigenda chiesa di Sant'Antonio, più grande e funzionale.
Quest'ultima venne utilizzata come parrocchiale per poco più di un secolo, dal momento che agli inizi del XX secolo ne venne costruita un'altra, su progetto di Elia Fornoni, dedicata a San Carlo Borromeo. Ristrutturata definitivamente nel 1964, presenta al proprio interno alcuni dipinti provenienti dalle vecchie parrocchiali, opere di artisti locali.

## Industria
Nel territorio Pognanese ha sede l'azienda multinazionale Isocell (prefabbricati)

## Sport
La principale società sportiva presente è la Polisportiva Pognanese attiva dal 2004.

## Società

### Evoluzione demografica
Abitanti censiti

### Feste e tradizioni
- Festa di San Giuseppe e dei casonsei (19 marzo)
- Festa patronale di San Carlo Borromeo (4 novembre)
- Festa dei "Gamber" (soprannome degli abitanti pognanesi) (estate, periodo variabile a seconda di altre iniziative)